# Gare de Ban-sur-Meurthe-Clefcy
La gare de Ban-sur-Meurthe-Clefcy est une gare ferroviaire française (fermée et désaffectée) de la ligne de Saint-Léonard à Fraize, située sur le territoire de la commune de Ban-sur-Meurthe-Clefcy dans le département des Vosges en région Lorraine.
Elle est mise en service en 1912 par la Compagnie des chemins de fer de l'Est. Elle est fermée, en 1939 au trafic voyageurs par la Société nationale des chemins de fer français (SNCF).

## Situation ferroviaire
Établie à 473 mètres d'altitude, la halte de Ban-sur-Meurthe-Clefcy était située au point kilométrique (PK) 5,1 de la ligne de Saint-Léonard à Fraize (fermée et partiellement déclassée), après la gare d'Anould (fermée) et de Fraize (fermée). 
La ligne est déclassée et transformée en voie verte d'Anould à Fraize. La gare en service la plus proche est celle de Saint-Léonard.

## Histoire
La halte est mise en service en 1912, au passage à niveau de Sondreville, par la Compagnie des chemins de fer de l'Est pour la desserte de la commune de Clefcy.
La fermeture du service voyageurs de la ligne et de la gare a lieu le 8 janvier 1939. 
Le déclassement de la voie entre la gare d'Anould et la gare de Fraize, a lieu le 10 novembre 1993. La plate-forme ferroviaire d'Anould à Fraize est ensuite transformée en voie verte. accessible aux randonneurs, cyclistes et pratiquants du roller. Les communes de Ban-sur-Meurthe et de Clefcy fusionnent le 1er juillet 1995, prenant la dénomination de Ban-sur-Meurthe-Clefcy.
Le bâtiment voyageurs de la halte est devenue une propriété privée longée par la voie verte qui a remplacé la voie ferrée.

## Service des voyageurs
La gare et la ligne n'ont plus d'activité ferroviaire. 